# آنا کال‌ول
آنا کال‌وِل (انگلیسی: Anna Colwell) مدل و بازیگر سینما و تلویزیون اهل ایالات متحده آمریکا است.

## زندگی‌نامه
علاقه آنا به بازیگری از سنین کودکی در او شکل گرفت. با توجه به اینکه هیچ‌کس دیگر در خانواده‌اش در این حرفه نبود، این موضوع برای والدینش کاملاً غیرمنتظره بود، اما آن‌ها از او حمایت کردند و به او کمک کردند تا اولین قدم‌ها را در مسیر رویایش بردارد. آنا در سن ده‌سالگی به مدلینگ روی آورد و مدت کوتاهی بعد وارد تبلیغات تلویزیونی شد. او این بخت را داشت که با برخی از بزرگ‌ترین شرکت‌های جهان از جمله کوکاکولا، تی‌بی‌اس، بی‌ام‌و، کورونا، تی‌ال‌سی و دیگر برندها همکاری کند. به‌ویژه، یک تبلیغ ان‌اف‌ال که در سال ۲۰۱۰ بازی کرد، بازخورد بسیار خوبی دریافت کرد و باعث شد در میان طرفداران فوتبال آمریکایی شناخته‌تر شود.
از آنجا که آنا همیشه می‌دانست که به‌دنبال چالشی بزرگ‌تر در حرفه‌اش است، در سال‌های اخیر تمرکز خود را بیشتر روی تلویزیون و سینما گذاشت. او عاشق حیوانات است و امیدوار است روزی پناهگاه حیوانات بدون کشتار خود را راه‌اندازی کند. او به مدت ۱۲ سال فوتبال بازی کرده است.

## گزیدهٔ نقش‌آفرینی‌ها

### سینما
- بوردن (۲۰۱۸)
- بیمه عمر (۲۰۱۶)
- خشمگین ۷ (۲۰۱۵)
- مخلوط[۴] (۲۰۱۴)
- سفر ۲: جزیره اسرارآمیز[۵] (۲۰۱۲)
- تغییر کردن (۲۰۱۱)
- قاتلین (۲۰۱۰)

### تلویزیون
- وان تری هیل (۲۰۱۲)